# ГЕС Келсі
ГЕС Келсі — гідроелектростанція у канадській провінції Манітоба. Знаходячись між ГЕС Jenpeg (вище по течії) та ГЕС Keeyask, входить до складу каскаду на річці Нельсон, яка дренує озеро Вінніпег та тече до Гудзонової затоки.
В районі станції річку перекрили кам'яно-накидною греблею висотою 37 метрів та довжиною 290 метрів і бетонною секцією з дев'ятьма водопропускними шлюзами довжиною 143 метри. Земляна дамба довжиною кілька сотень метрів з'єднує греблю з розташованим ліворуч машинним залом. Останній розташували у місці, де річка, що після греблі завернула під прямим кутом, впритул підходить до сховища. Крім того, вище по течії по обох берегах знаходяться інші земляні дамби, які допомагають утримувати резервуар.
Основне обладнання станції на момент введення в експлуатацію у 1960—1961 роках становили п'ять пропелерних турбін потужністю по 32 МВт, які використовували напір 17,1 метра. У 1969-му та 1972-му їх доповнили ще двома, що довело загальний показник ГЕС до 224 МВт. Згодом гідроагрегати почали модернізувати до показника в 45 МВт, так що станом на другу половину 2010-х потужність станції рахується вже як 286 МВт.
Видача продукції відбувається по ЛЕП, що працює під напругою 138 кВ. Можливо відзначити, що на момент спорудження станція призначалась для живлення гірничодобувних підприємства та нікелевого комбінату в Томпсоні і була підключена до провінційної енергомережі лише через шість років після запуску.